# Biđ
Biđ – rzeka w północnej Chorwacji (Slawonia), stanowiąca dopływ Bosutu, do którego wpada we wsi Cerna w żupanii vukowarsko-srijemskiej.
Jej długość wynosi 66 km. Swe źródła ma u podnóża góry Lipovica (423 m n.p.m.). Na większości biegu jest uregulowana w celach irygacyjnych. Z Sawą połączona jest sztucznym kanałem. W rzece występują następujące gatunki ryb: płoć, karp, leszcz, szczupak pospolity, okoń pospolity, kleń, brzana pospolita.